# Unt

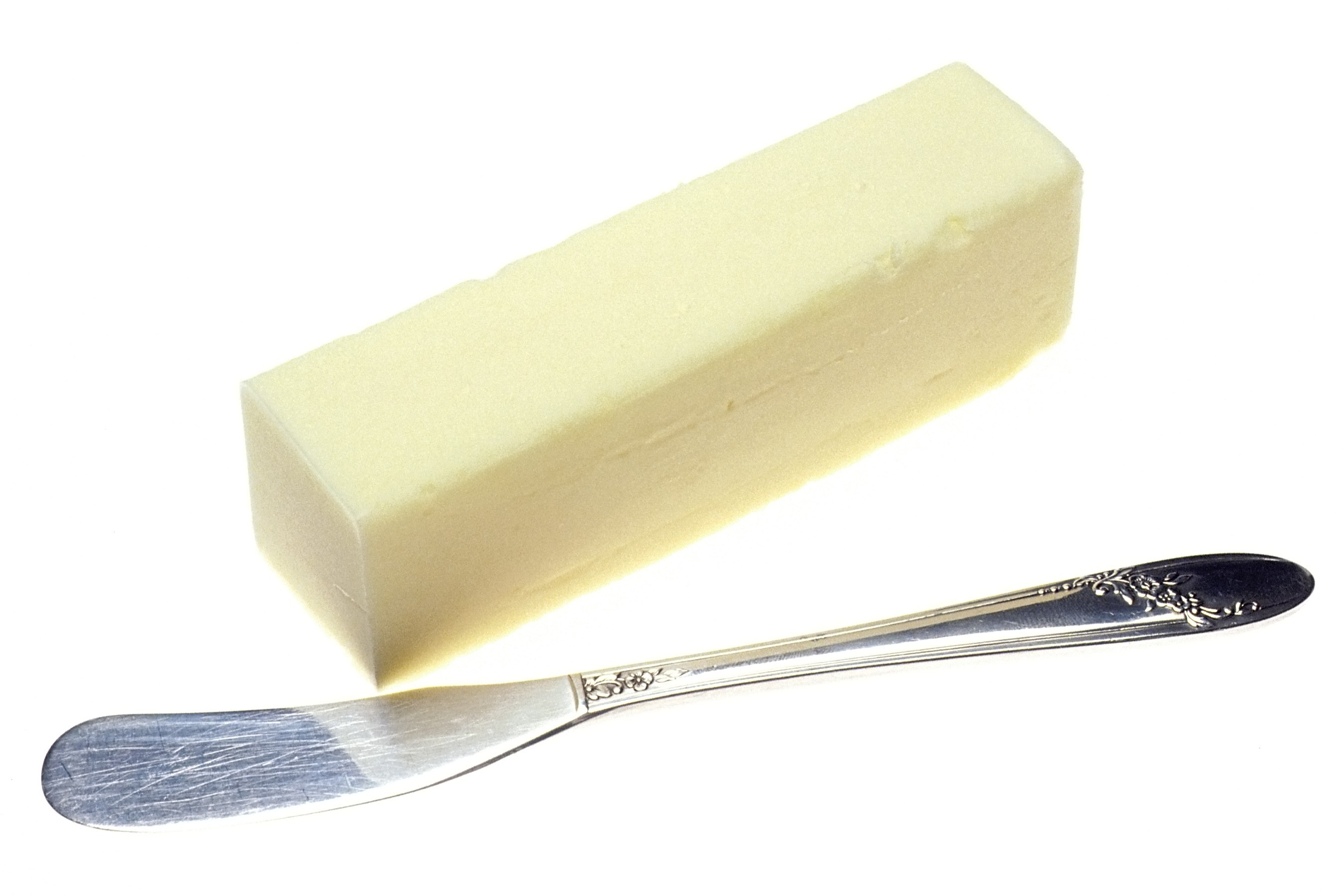
O bucată de unt și un cuțit special pentru unt

Floris van Schooten

Untul este un produs lactat obținut prin agitarea smântânii. Se consumă în tartine, sau ca grăsime pentru prăjirea alimentelor, sau ca ingredient alimentar în alte preparate culinare sau în patiserie. Untul este consumat zilnic în multe părți ale lumii. 
Untul constă din grăsime care înconjoară minuscule picături de apă, proteine și din lapte. Cea mai des întâlnită formă de unt este cea obținută din lapte de vacă, dar se poate obține și din laptele altor mamifere, inclusiv oaie, capră, bivoliță sau iac. Untului i se pot adăuga uneori sare, pentru mărirea perioadei de conservare, arome, sau conservanți. Gustul specific al untului se datorează substanței diacetil.

## Proprietăți
Ținut la frigider, untul rămâne solid, dar se înmoaie la temperatura camerei, și se topește, devenind un lichid subțire la 32–35 °C. În general, untul are o culoare galbenă, dar poate fi și alb. Culoarea untului depinde de regimul alimentar al animalului și este controlată și cu ajutorul coloranților alimentari în procesul de fabricare comercială, cel mai des fiind folosit anato sau caroten.

## Etimologie
Cuvântul românesc unt este moștenit din latină unctum,„ulei pentru fricțiuni”, „unguent”, „pomadă”, „delicatesă”.